# ヒトラーに盗られたうさぎ
『ヒトラーに盗られたうさぎ』（ヒトラーにとられたうさぎ、原題：Als Hitler das rosa Kaninchen stahl、英題：When Hitler Stole Pink Rabbit）は、カロリーヌ・リンク監督による2019年のドイツのドラマ映画。ナチスの迫害から逃れて移住した一家を描く。原作は、絵本作家ジュディス・カーの自伝的同名小説『ヒトラーにぬすまれたももいろうさぎ』。

## あらすじ
1933年2月、ベルリンで両親や兄と暮らす9歳のアンナは、ある朝突然「家族でスイスに逃げる」と母から告げられる。新聞やラジオでヒトラーへの痛烈な批判を展開する辛口演劇批評家の父はユダヤ人で、ヒトラー政権の誕生が目前に迫り祖国を離れることを決意。アンナは、大好きだったわが家やメイドのハインピー、そしてぬいぐるみのうさぎなどに泣く泣く別れを告げると、母と兄とともにスイスへ向かう。それまで何不自由なく暮らしていたアンナの平和な家族の風景は一変、過酷な逃亡生活が始まった……。

## キャスト
- アンナ・ケンパー ‐ リーヴァ・クリマロフスキ
- マックス・ケンパー ‐ マルノス・ホーマン
- ドロテア・ケンパー ‐ カーラ・ジュリ（ドイツ語版）
- アルトゥア・ケンパー ‐ オリヴァー・マスッチ
- ハインピー - ウルスラ・ヴェルナー（ドイツ語版）
- ユリウスおじさん - ユストゥス・フォン・ドホナーニ

## 作品解説
この映画は、1971年に出版されたジュディス・カーの同名小説に基づいている。この自伝的な児童書は、若者向けの本として標準的な作品と見なされている。
物語は、1933年3月の選挙前に始まる。
9歳のアンナは家族と一緒にベルリンに住んでいる。父親は著名なユダヤ人作家であり演劇評論家でもあり、新聞や雑誌でヒトラーやナチスに反対する記事を発表していて、ヒトラーが権力を握り自分が逮捕されることを懸念している。
アンナが大人の女性に成長する小説（三部作）の始まりであり、この三部作は1933年に始まり1950年代に終わる。